# Đam mê nghiệt ngã (phim truyền hình Colombia)
Đam mê nghiệt ngã (tên gốc: Pasión de Gavilanes) là bộ phim nổi tiếng nhất của Colombia với 188 tập, sản xuất năm 2003 - 2004 với sự hợp tác sản xuất của Telemundo, RTI Colombia, Caracol TV. Bộ phim được trình chiếu hơn 100 quốc gia như Argentina, România, Cộng hòa Séc, Slovakia và Philippines. Bộ phim có sự tham gia của một số diễn viên nổi tiếng như  Michel Brown đến từ Argentina; Juan Alfonso Baptista đến từ Venezuela; Paola Rey, Danna Garcia, Natasha Klauss đến Colombia và Mario Cimarro đến từ Cuba. Phần lớn họ sẽ xuất hiện tại các phim truyền hình khác của Telemundo và RTI Colombia như Te Voy a Enseñar a Querer (2004), La mujer en el espejo (2004),  Amores de Mercado (2007) và La Traición (2008)